# 58573 Серпієррі
58573 Серпієррі (58573 Serpieri) — астероїд головного поясу, відкритий 9 вересня 1997 року.
Тіссеранів параметр щодо Юпітера — 3,505.
Названо на честь італійського економіста Арріґо Серпієррі (італ. Arrigo Serpieri, 1877-1960).